# Sergiej Spiwak
Sergiej Spiwak (ur. 24 stycznia 1995 w Kiszyniowie) – mołdawski zawodnik mieszanych sztuk walki (MMA). Obecnie związany z Ultimate Fighting Championship (UFC), gdzie rywalizuje w wadze ciężkiej.

## Kariera MMA

### Wczesna kariera
Zadebiutował w zawodowym MMA we wrześniu 2014 roku, w ukraińskiej organizacji Real Fight Promotion, w wieku 19 lat. W swojej pierwszej walce zmierzył się z Andriejem Serebrianikowem. Pojedynek wygrał w ostatniej minucie pierwszej rundy przez TKO.
Jego druga walka odbyła się w ukraińskich Mistrzostwach Świata Warriors Fighting Championship na WWFC Ukraine Selection 1, gdzie w głównym turnieju zmierzył się z Evgeniyem Bovą. Spiwak wygrał walkę w pierwszej rundzie, poddając rywala kimurą
Jego druga walka w World Warriors Fighting Championships miała miejsce podczas wydarzenia WWFC: Ukraine Selection 4, w głównym turnieju. Jego przeciwnikiem był Jurij Gorbenko, którego pokonał w pierwszej rundzie przez poddanie.
Później stoczył pojedynek z Dimitriyem Mikutsą dla organizacji N1 Pro. Spiwak poddał Ukraińca w ostatniej minucie drugiej rundy.
W następnej walce pod sztandarem organizacji Eagles Fighting Championship zmierzył się z Artemem Czerkowem. Znokautował rywala wysokim kopnięciem na głowę w pierwszej rundzie
Po rocznej przerwie wrócił do organizacji World Warriors Fighting Championships. Jego pierwszym przeciwnikiem był Luke Morton, którego pokonał przez KO. W swojej następnej walce walczył z doświadczonym weteranem MMA Travisem Fultonem o mistrzostwo WWFC w wadze ciężkiej. Walkę wygrał w pierwszej rundzie przez duszenie zza pleców. Obronił tytuł 10 miesięcy później przeciwko chorwackiemu zawodnikowi Ivo Cukowi, wygrywając z nim w pierwszej rundzie przez TKO. Jego ostatnia walka z WWFC była jego ostatnią obroną tytułu, pięć miesięcy po walce z Cukiem, przeciwko Tony'emu Lopezowi.  

### UFC
4 września 2021 roku na UFC Fight Night 191 zmierzył się z Tomem Aspinallem, zastępując Siergieja Pawłowicza. Przegrał walkę przez techniczny nokaut w pierwszej rundzie.
22 stycznia 2022 roku na gali UFC 270 miał zmierzyć się z Gregiem Hardym, zastępując Aleksieja Oleinika, jednak zaledwie tydzień przed galą Hardy wycofał się z powodu kontuzji palca i walka została usunięta z wydarzenia. Pojedynek przeniesiono na UFC 272. W pojedynku rozpoczynającym kartę główną tego wydarzenia szybko rozprawił się z rywalem przez techniczny nokaut.
Podczas gali UFC na ESPN 40 w dniu 6 sierpnia 2022 roku skrzyżował rękawice z Augusto Sakai'em. Wygrał walkę przez techniczny nokaut w drugiej rundzie.
Oczekiwano, że w kolejnej walce zmierzy się z Derrickiem Lewisem, w głównej walce wydarzenia UFC Fight Night 215 19 listopada 2022 roku. Jednak Lewis został zmuszony do wycofania się z gali z powodu choroby i walka została odwołana. Pojedynek przełożono na przypadającą 4 lutego 2023 galę UFC Fight Night 218. W pierwszej rundzie Spiwak zdominował i poddał ciasnym duszeniem Amerykanina. To zwycięstwo zapewniło mu pierwszy bonus za występ wieczoru.
2 września 2023 roku na UFC Fight Night 226 w Paryżu, zawalczył z tamtejszym zawodnikiem, Cirylem Gane. Przegrał przez TKO w drugiej rundzie.
10 sierpnia 2024 podczas walki wieczoru gali UFC Fight Night 242 przystąpił do rewanżowego starcia z Marcinem Tuburą. Już w pierwszej rundzie poddał Polaka tzw. balachą (dźwignia na staw łokciowy), tym samym rewanżując mu się za porażkę z 2020. Spiwak po walce otrzymał od amerykańskiej organizacji drugi bonus w kategorii występ wieczoru, obejmujący dodatkowe wynagrodzenie finansowe (50 tysięcy dolarów).
18 stycznia 2025 na gali UFC 311 zawalczył z Brazylijczykiem, Jailtonem Almeidą. Spiwak tuż przed końcem pierwszej rundy został znokautowany ciosami w parterze.
Na gali UFC 316, która odbyła się 7 czerwca 2025 w Newark przegrał jednogłośnie na punkty (29-28, 29-28, 30-27) z Waldo Cortesem-Acostą.

## Osiągnięcia

### Mieszane sztuki walki

#### Ultimate Fighting Championship
- Bonus za występ wieczoru (dwa razy) vs. Derricki Lewis, Marcinem Tyburą[27][23]
- Trzecie miejsce pod względem liczby obaleń w historii dywizji ciężkiej UFC (27)[28]
- Najwyższy procent celności obalenia w historii dywizji ciężkiej UFC (64,3%)[28]

#### World Warriors Fighting Championship
- 2017-2018: Mistrz WWFC w wadze ciężkiej[29]